# Can Juandó (Sora)
Can Juandó és una casa de Sora (Osona) inclosa a l'Inventari del Patrimoni Arquitectònic de Catalunya.

## Descripció
La casa és una petita construcció de pedres irregulars i morter feta en diferents etapes. La primera etapa queda amagada dins de l'actual edifici i conserva l'antiga entrada a la casa amb una portada amb llinda treballada als extrems; actualment és una porta de pas de l'interior de la casa. La segona etapa constructiva afegeix un cos avançat a la façana, amb la porta i una finestra on es llegeix, a la llinda, la data 1759. El conjunt de construccions dona un edifici de petites dimensions, de planta rectangular i teulat a doble vessant.

## Història
Situada en planell elevat respecte el riu, Can Juandó ha estat un lloc històric de posada en el camí ral que antigament unia Sant Quirze de Besora i Berga. La proximitat del riu, a la part baixa, permetia tenir un abeurador pel bestiar proper a la parada dels que feien camí. La propietat de la casa ha estat sempre de la mateixa família.